# Suprema Corte da Noruega

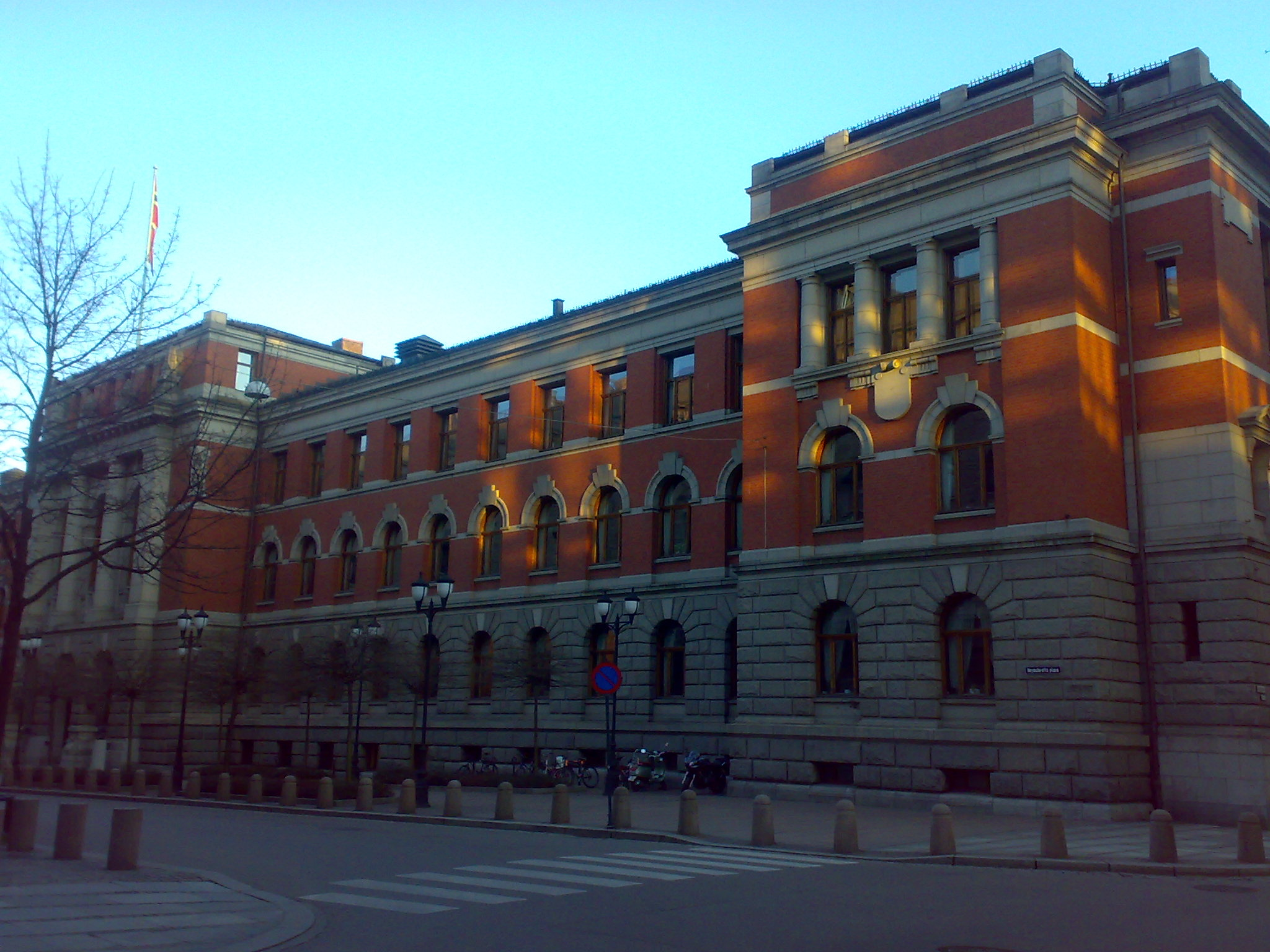

A Suprema Corte (português brasileiro) ou Supremo Tribunal (português europeu) da Noruega (em norueguês: Norges Høyesterett) foi criada em 1815 com base no parágrafo 88 da Constituição da Noruega, prescrevendo um Poder judiciário independente. Ele está localizado em Oslo e é a corte mais alta da Noruega. Além de servir como tribunal de última instância para os casos civis e criminais, ela pode também decidir se o gabinete tem agido em conformidade com a lei norueguesa, e se o Legislativo aprovou uma legislação compatível com a Constituição.